# Vojtěch Outrata
Vojtěch Outrata (8. dubna 1902 Dřevnovice – 7. května 1942 Koncentrační tábor Mauthausen) byl český odbojář z období druhé světové války popravený nacisty.

## Život

### Před druhou světovou válkou
Vojtěch Outrata se narodil 8. dubna 1902 v Dřevnovicích v okrese Prostějov. Vystudoval obchodní akademii a pracoval jako úředník konzumního družstva Budoucnost. Byl aktivním členem Československé sociálně demokratické strany dělnické a stal se redaktorem a v roce 1929 šéfredaktorem prostějovského stranického listu Hlas lidu. Za svou stranu byl v roce 1936 zvolen do městského zastupitelstva v Prostějově, byl členem Dělnické tělocvičné jednoty, organizoval stranické slavnosti. 

### Druhá světová válka
Po německé okupaci v březnu 1939 vstoupil na výzvu středoškolského pedagoga Volfganga Jankovce do protinacistického odboje v rámci organizace Petiční výbor Věrni zůstaneme. Byl jedním ze zakladatelů místní buňky, která vykonávala zejména zpravodajskou činnost, organizaci přechodů odbojářů do zahraničí a podporu rodin vězněných. Spolupracoval zejména s odbojovou skupinou v Přerově. Na popud Františka Krátkého se společně s dalšími pokoušel obnovit v regionu činnost Obrany národa postižené německými represemi. Za svou činnost byl 3. prosince 1941 zatčen gestapem a 20. ledna 1942 stanným soudem v Brně odsouzen k trestu smrti. Následující den byl převezen do koncentračního tábora Mauthausen, kde byl rozsudek 7. května 1942 vykonán.

## Rodina
Bratr Vojtěcha Outraty František Outrata se po roce 1948 zapojil do protikomunistického odboje, za svou činnost byl uvězněn a zemřel ve věznici Leopoldov.

## Posmrtná ocenění
- Jméno Vojtěcha Outraty nese jedna z ulic v severní části Prostějova.